# Kokologie
 (février 2021).
La mise en forme du texte ne suit pas les recommandations de Wikipédia : il faut le « wikifier ».
Les points d'amélioration suivants sont les cas les plus fréquents. Le détail des points à revoir est peut-être précisé sur la page de discussion.
- Les titres sont pré-formatés par le logiciel. Ils ne sont ni en capitales, ni en gras.
- Le texte ne doit pas être écrit en capitales (les noms de famille non plus), ni en gras, ni en italique, ni en « petit »…
- Le gras n'est utilisé que pour surligner le titre de l'article dans l'introduction, une seule fois.
- L'italique est rarement utilisé : mots en langue étrangère, titres d'œuvres, noms de bateaux, etc.
- Les citations ne sont pas en italique mais en corps de texte normal. Elles sont entourées par des guillemets français : « et ».
- Les listes à puces sont à éviter, des paragraphes rédigés étant largement préférés. Les tableaux sont à réserver à la présentation de données structurées (résultats, etc.).
- Les appels de note de bas de page (petits chiffres en exposant, introduits par l'outil «  Source ») sont à placer entre la fin de phrase et le point final[comme ça].
- Les liens internes (vers d'autres articles de Wikipédia) sont à choisir avec parcimonie. Créez des liens vers des articles approfondissant le sujet. Les termes génériques sans rapport avec le sujet sont à éviter, ainsi que les répétitions de liens vers un même terme.
- Les liens externes sont à placer uniquement dans une section « Liens externes », à la fin de l'article. Ces liens sont à choisir avec parcimonie suivant les règles définies. Si un lien sert de source à l'article, son insertion dans le texte est à faire par les notes de bas de page.
- La présentation des références doit suivre les conventions bibliographiques. Il est recommandé d'utiliser les modèles {{Ouvrage}}, {{Chapitre}}, {{Article}}, {{Lien web}} et/ou {{Bibliographie}}. Le mode d'édition visuel peut mettre en forme automatiquement les références.
- Insérer une infobox (cadre d'informations à droite) n'est pas obligatoire pour parachever la mise en page.

Pour une aide détaillée, merci de consulter Aide:Wikification.
Si vous pensez que ces points ont été résolus, vous pouvez retirer ce bandeau et améliorer la mise en forme d'un autre article.
 (février 2021).
 (mars 2025).
La Kokologie : le jeu de la découverte de soi est un livre d’origine japonaise écrit par Tadahiko Nagao et Isamu Saito.
Ce livre présente diverses situations de la vie quotidienne dans lesquelles le lecteur s'imaginer, ainsi que divers scénarios qui sortent de l’ordinaire. Il s'agit pour le lecteur de répondre spontanément à de simples questions, puis de découvrir les interprétations psychologiques associées à ses réponses. Ce faisant, il peut en apprendre davantage sur son propre fonctionnement psychologique et comportemental.
S'il présente un aspect scientifique, ce livre-jeu se veut avant tout divertissant. À travers ses 208 pages dans l’édition de poche, il donne l'occasion de découvrir 53 jeux,,.

## Étymologie
Le mot kokologie est composé du mot japonais kokoro, qui désigne « l'esprit, le sentiment », et du suffixe grec -logia (« étude de »). Le terme désigne la série de jeux utilisés dans le livre éponyme afin d'en apprendre plus sur ses traits de caractère émotionnels et comportementaux[réf. nécessaire].

## Objectifs du livre
Les auteurs de ce livre n'ont pas voulu parler du monde extérieur, comme la plupart des médias. Ils se concentrent sur le monde intérieur, c'est-à-dire le développement personnel.
Le livre permet d’en apprendre plus sur soi-même, mais également sur les autres. Il est effectivement conseillé de jouer à plusieurs, car cela apporte une dimension communicative, et les échanges entre proches peuvent être facilités.
Ce livre s’appuie sur des recherches psychologiques. Pour les rendre plus amusants, ces “tests” prennent plutôt la forme de “jeux”. Relier le côté amusant et le côté psychologique est primordial. Même si parler de psychologie peut faire peur, il est précisé que les interprétations des réponses sont libres. Elles s'adaptent à chaque situation et à chaque individu, les réponses ne sont que des pistes pour pousser chacun à la réflexion.

## Comment jouer
Le livre comporte 8 instructions pour permettre le bon déroulement des jeux : 
1. « Dites la première chose qui vous vient à l’esprit. »
2. « Jouez si possible avec d’autres gens. »
3. « N’essayez pas de prédire les réponses. »
4. « Soyez honnête avec vous-même. »
5. « Préparez-vous. »
6. « Ne lisez pas à l’avance. »
7. « Observer les réactions des gens (y compris les vôtres). »
8. « Gardez l’esprit ouvert. »[4]

## L'équipe projet
Le producteur exécutif du projet est Hisataka Saito et les producteurs généraux sont Tadahiko Nagao et Takanori Ikeda. Les membres de l’équipe sont Shinichi Iwata et Daisuke Shidara. Ce projet est réalisé en collaboration avec Keiko Higashiomori et a été supervisé par Isamu Saito. Des remerciements sont adressés à Toshihide Ochiai et Takeshi Itch.

## Parutions
Ce livre a été publié par Seishun Publishing Co et Yomiuri Telecasting Corporation à Tokyo au Japon en 1998, sous le nom de “Soreike Kokologie”. Il s'est vendu à plus de 7 millions d'exemplaires,. Il est traduit en anglais en 2000 par I.V.S Television Co sous le nom de : « Kokology : the game of self-discovery ». Il est traduit en français par Jennie Dorny et illustré par Arno Denis, publié en 2001 à Paris, par les éditions Payot et Rivages. Le livre apparaît en édition de poche en 2008, ré-édité en 2016,